# Music in Manhattan
Music in Manhattan ist ein US-amerikanischer romantischer Musicalfilm von John H. Auer aus dem Jahr 1944. Die Hauptrollen sind mit Anne Shirley, Dennis Day und Phillip Terry besetzt.
Das Drehbuch von Lawrence Kimble beruht auf einer Geschichte von Jack Scholl, Hal Smith und Maurice Tombragel. Der Film war für einen Oscar in der Kategorie „Bester Ton“ nominiert.

## Handlung
Das Gesangs- und Tanzduo Frankie Foster und Stanley Benson schafft es, am Broadway aufzutreten. Da der Kartenverkauf für ihre Show nur schleppend anläuft, entschließt sich Frankie nach Washington, D.C. zu fliegen, um Bradley, der als Nachlassverwalter ihres Vaters eingesetzt ist, nach ihrem Erbe zu befragen. Da die Maschine jedoch ausgebucht ist, greift Professor Roberti, Frankies Freund und Mitstreiter zu einer List und erzählt, dass Frankie heimlich mit dem Kriegshelden Johnny Pearson verheiratet sei, und ihr Mann in Washington auf sie warte, da er dort mit einer Medaille ausgezeichnet werde. Tatsächlich funktioniert der Trick und Frankie erhält ein Ticket auf den Namen Mrs. Pearson. Am Flughafen wartet schon ein Taxi auf Frankie, das sie in ein Hotel fährt, wo sie als Mrs. Pearson begrüßt und in ein Zimmer geführt wird. Als Johnny Pearson in dieser Nacht in sein Hotelzimmer geht, findet er zu seiner großen Überraschung eine Frau schlafend in seinem Bett vor. Als Frankie erwacht und einen fremden Mann an ihrem Bett stehen sieht, beginnt sie  zu schreien. Johnny ist der Meinung, dass ein Fehler bei der Hotelbuchung passiert sei, weiß aber auch, dass es momentan kaum freie Hotelzimmer in der Stadt gibt, und beruhigt Frankie, dass er auf der Couch schlafen werde.
Am anderen Morgen begibt sich Frankie zu Mr. Bradley, der ihre Bitte, ihr einen Teil ihres Erbes auszuzahlen jedoch ablehnt. Sie trampt darauf nach New York zurück. Dort muss sie feststellen, dass ihre Show mit Stanley Benson, mit dem Frankie auch liiert ist, ausverkauft ist, was dem Umstand zu verdanken ist, dass die Zeitungen groß über eine Heirat Frankies mit einem Kriegshelden berichtet haben. Nachdem Frankie erst fest entschlossen ist, dem Publikum die Wahrheit zu sagen, ändert sie ihre Meinung dann doch noch, als ihr bewusst wird, dass das das Ende ihrer Show mit Stanley sein würde.
Johnny, der in der Zeitung über den Erfolg „seiner Frau“ am Broadway gelesen hat, begibt sich daraufhin nach New York. Als Frankie in dieser Nacht nach Hause kommt, findet sie Johnny in ihrem Bett vor. Frankie versucht Johnny zu erklären, wie und warum es zu dieser Aktion gekommen ist. Johnny hat jedoch kein Verständnis für ihre Beweggründe und beschuldigt sie, ihn, den Kriegshelden, für ihre persönliche Werbekampagne zu missbrauchen und beendet das Gespräch. Als Frankie sich am nächsten Morgen bei ihm entschuldigt, akzeptiert er ihre Entschuldigung jedoch und teilt ihr mit, dass er, nachdem er geduscht habe, abreisen werde. Ganz überraschend steht jedoch Johnnys Mutter vor der Tür und verkündet, dass ihre schnelle Erholung von einer schweren Krankheit darauf zurückzuführen sei, dass sie sich so sehr darüber gefreut habe, dass ihr Sohn nun verheiratet sei. Johnny, der immer noch besorgt ist, dass seine Mutter einen Rückfall erleiden könnte, bittet nun seinerseits Frankie, das Märchen von ihrer Ehe aufrechtzuerhalten. Da Mrs. Pearson die ganze Woche bleiben will, kommt es zu allerlei verfänglichen Situationen, die gemeistert werden wollen.
Als in der Folge Bilder des Brautpaares auf verschiedenen Titelseiten erscheinen, mahnt Professor Roberti, dem Ganzen ein Ende zu setzen, indem Frankie und Johnny tatsächlich heiraten und ihre Ehe wieder annullieren lassen. Frankie und Johnny gehen darauf ein und nach einer kurzen Zeremonie unterschreibt Johnny ein Dokument, in dem er einer Annullierung seiner Ehe mit Frankie zustimmt. Frankie, die sich inzwischen in Johnny verliebt hat, bricht in Tränen aus, als er ihr das Dokument geben will, und rennt davon. Nachdem Johnny seiner Mutter von der Trennung berichtet hat, versucht diese eine Versöhnung des Paares zu erreichen, indem sie ihrem Sohn erzählt, dass Frankie schwanger sei. Johnny glaubt nun, dass Frankie ein Kind von Stanley erwartet. Stanley hat sich jedoch inzwischen damit abgefunden, dass Frankie Johnny liebt und entlässt sie aus ihrem Engagement.
Als Johnny nach seiner Vortragsreise nach Washington zurückgekehrt ist, erhält er einen Brief seiner Mutter, die ihn aufklärt, wie die Situation wirklich sei. Johnny bittet den Hotelbetreiber daraufhin, eine Verbindung mit Frankie herzustellen. Als er Frankies Anruf entgegennimmt, erklärt sie ihm, dass sie ihn liebe und die Annullierung der Ehe rückgängig gemacht habe. Johnny antwortet ihr, dass er sofort seine Koffer packen und zu ihr kommen werde. Als er die Tür zu seinem Schlafzimmer öffnet, findet er zu seiner großen Freude Frankie bereits wartend in seinem Bett vor.

## Produktion

### Produktionsnotizen
Die Arbeitstitel des Filmes lauteten: Here Comes the Bride und Cocktails for Two. Laut der Fachzeitschrift der Filmindustrie The Hollywood Reporter war zunächst Leon Errol für eine der Hauptrollen vorgesehen.
Die Dreharbeiten erstreckten sich über den Zeitraum Mitte März bis Ende April 1944.
Die Filmbauten oblagen Albert S. D’Agostino und Al Herman sowie Darrell Silvera und Emile Kuri, die Kostüme Renié Conley.

### Musiknummern
Die nachfolgenden Songs wurden von Lew Pollack komponiert, der Text stammt von Herb Magidson.
- When Romance Comes Along
- I Can See You Now
- One Night in Acapulco
- I Like a Man Who Makes Music
- Did You happen to Find a Heart?

### Veröffentlichung
Der Film hatte am 6. Oktober 1944 in New York Premiere. Am 20. August 1945 lief er erstmals in Schweden, am 20. April 1946 in Madrid und am 19. Juli 1946 in Barcelona sowie am 8. August 1946 in Portugal. Zu sehen war er zudem in den brasilianischen und den italienischen Kinos. In der Bundesrepublik Deutschland wurde er nicht veröffentlicht.

## Rezeption

### Kritik
Bosley Crowther von der New York Times war von der Geschichte des Films nicht überzeugt, da sie schwer vorstellbar sei. RKO habe diese mäßige Handlung zum Anlass genommen, Schauspieler in Schlafzimmern herumtollen zu sehen und zwischendurch einige harmlose Songs auf der Bühne zu zeigen. Zwar wäre der Film entbehrlich gewesen, das hätte aber auf der anderen Seite verhindert, dass drei kleinere Stars sich angemessen und zu ihrem Vorteil hätten präsentieren können und der Leinwand wäre ein halbwegs passabler Film verwehrt geblieben.
Die United States Conference of Catholic Bishops (USCCB) sprach von einer romantischen Komödie, einer Überarbeitung des Films Tanz mit mir von 1937, die eine skurrile Abhandlung über die Ehe liefere.

### Auszeichnung
Oscarverleihung 1945
- Nominierter: Stephen Dunn in der Kategorie „Bester Ton“
Der Oscar ging an Edmund H. Hansen und die Filmbiografie Wilson.